# Place de la gare centrale d'Helsinki
La place de la gare centrale d'Helsinki (en finnois : Rautatientori, en suédois : Järnvägstorget) est une place située au centre d'Helsinki, à côté de la gare centrale d'Helsinki.

La place de la gare centrale d'Helsinki.

## Description
Les rues qui en dessinent la limite sont la rue Kaivokatu, la rue Mikonkatu, la rue Vilhonkatu et la rue Keskuskatu.
Autour de la place se trouvent de nombreux bâtiments historiques comme le Musée Ateneum, le Théâtre national de Finlande.
Au centre de la place est érigée la statue de Aleksis Kivi.
La place Rautatientori est un très important nœud de communication : on peut y trouver de nombreuses lignes de bus, la station de métro Rautatientori et les lignes 3T, 3B, 6 et 9 de tramway.

## Histoire
La place est celle d'un ancien fond marin et au XIXe siècle s'y trouvait encore la baie Kluuvinlahti.
Au début du XIXe siècle, on avait planifié d'y construire des bâtiments mais rien n'avait eu le temps d'être bâti quand on décida de le laisser finalement comme place ouverte alors qu'à proximité on construisait la gare ferroviaire.
Avant la mise en œuvre du métro en 1982 et avant que le nœud de communication ne soit transféré vers l'est d'Helsinki, la place était presque entièrement réservée à des quais pour les bus.
De nos jours, il ne reste des quais de bus que sur la partie ouest de la place. Sa partie centrale au niveau du Musée Ateneum et du Théâtre National a été rendue à la circulation piétonne.
Ces derniers hivers, une partie de la place a aussi été transformée en piste de patinage sur glace.

## Photographies de la place Rautatientori

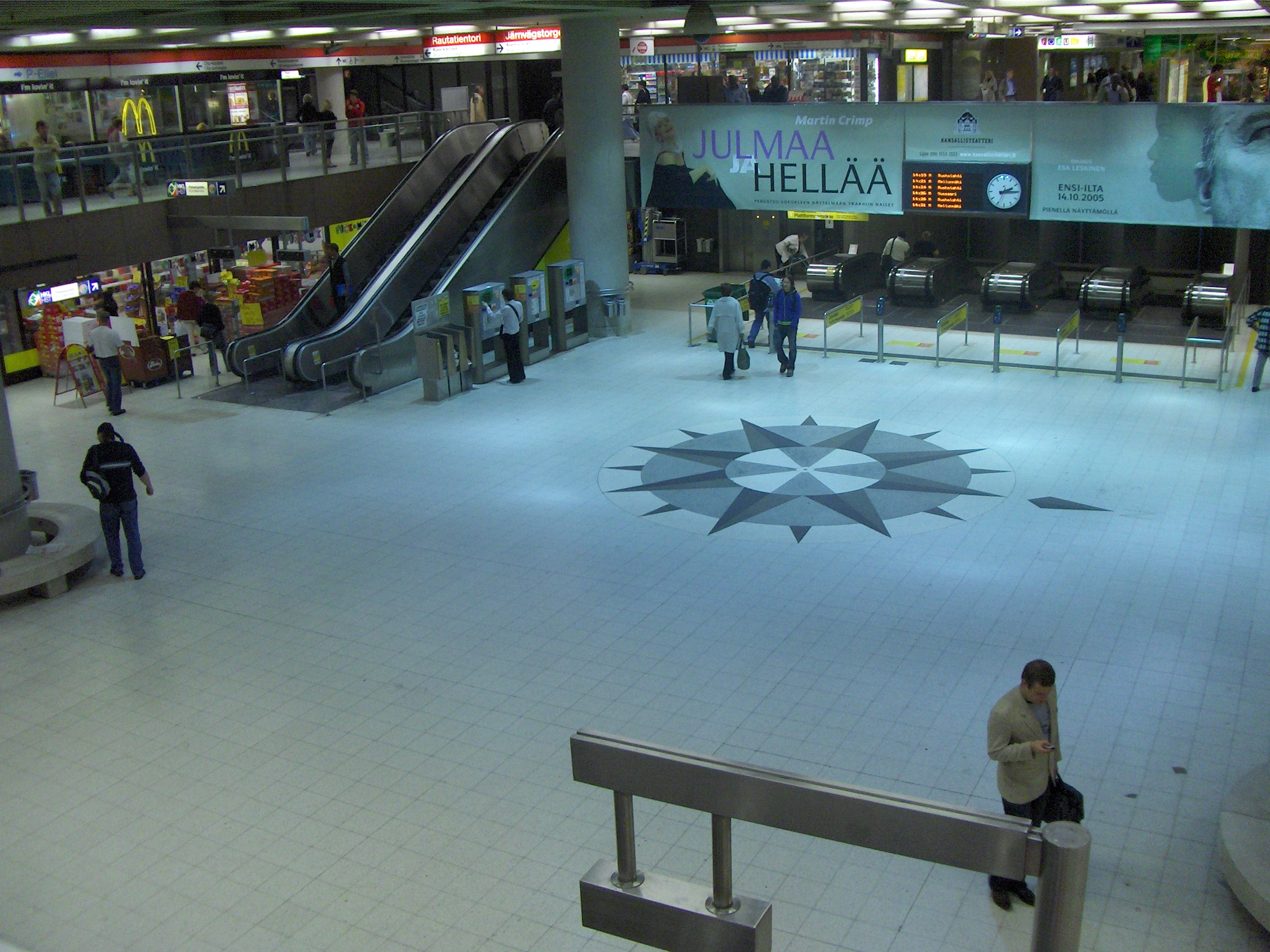
Tunnel de la Gare : entrée de la Station de métro Rautatientori.
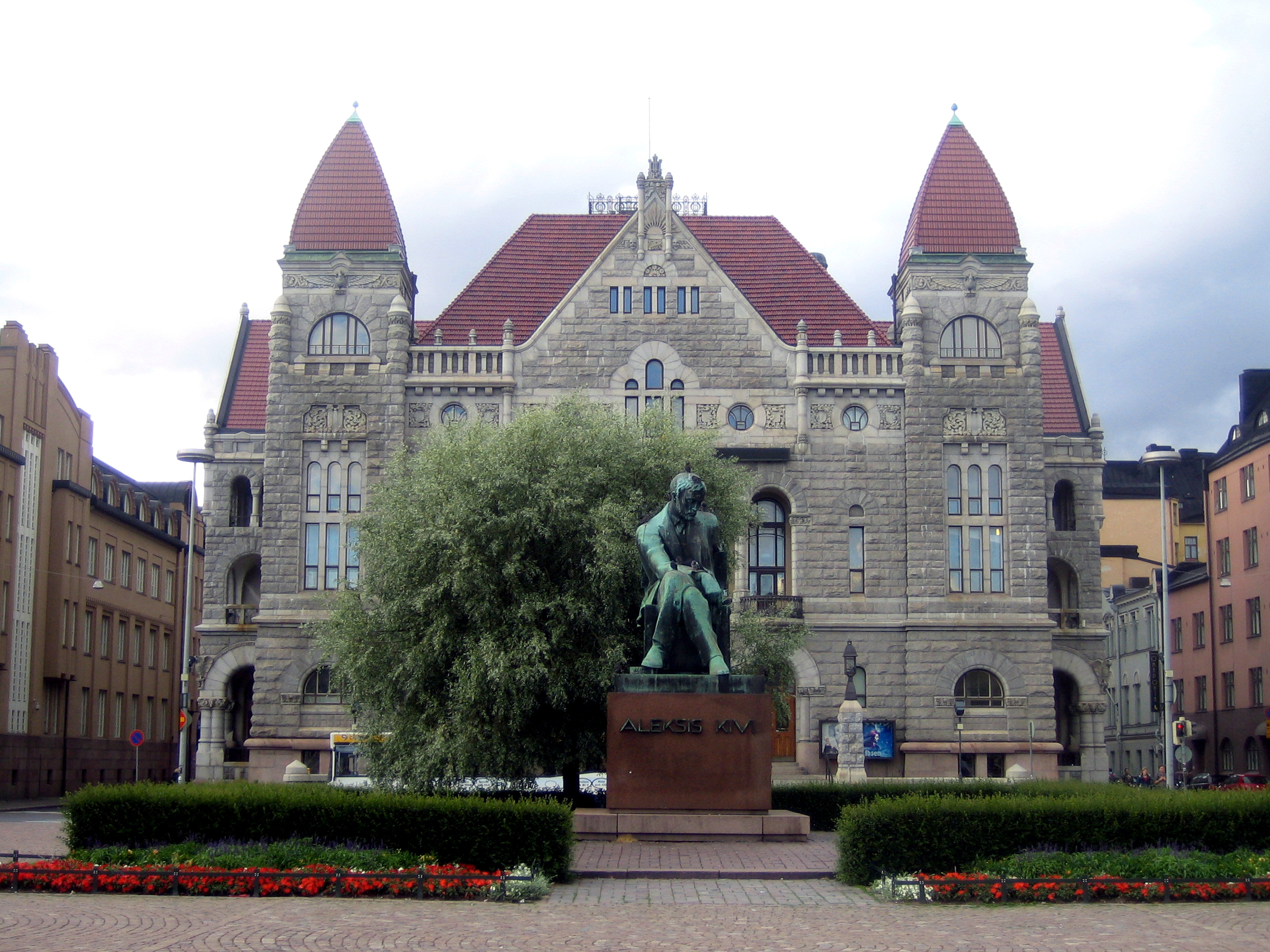
Le Théâtre national de Finlande
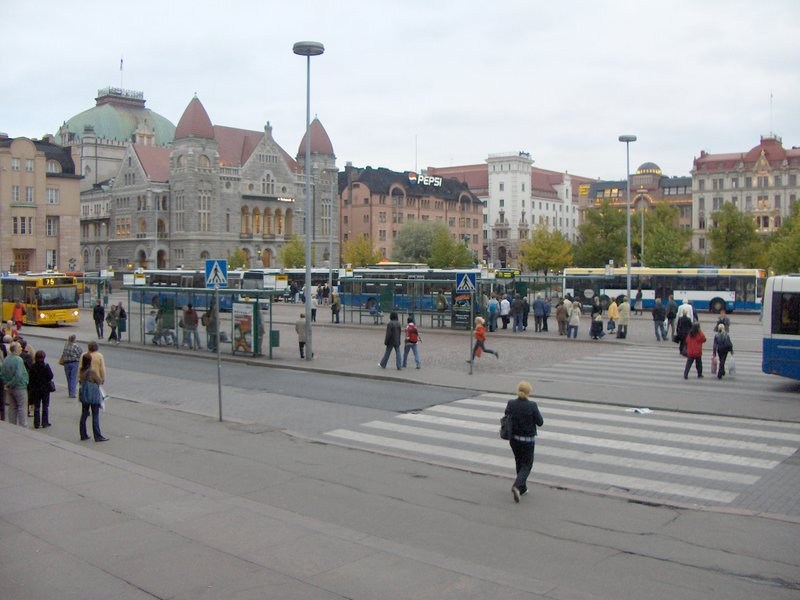
La place Rautatientori
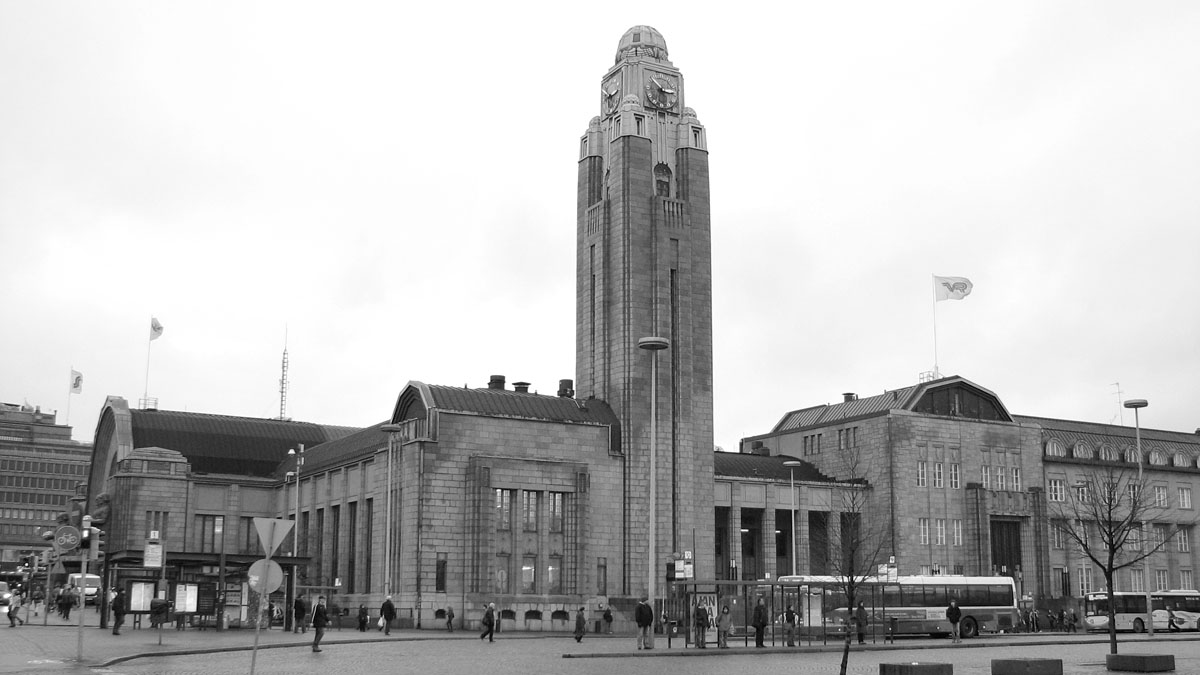
La gare centrale d'Helsinki
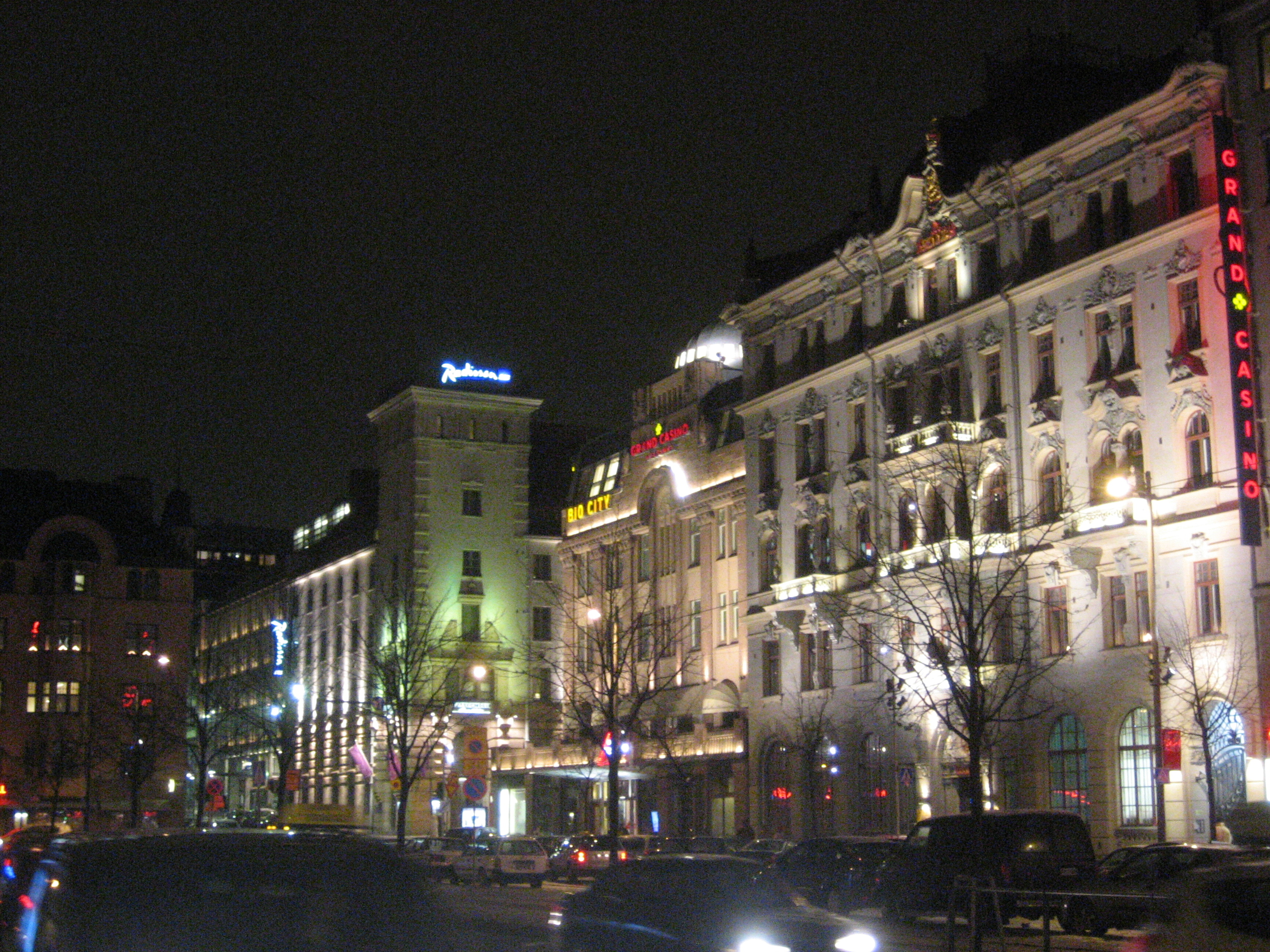
Bâtiments commerciaux attenants
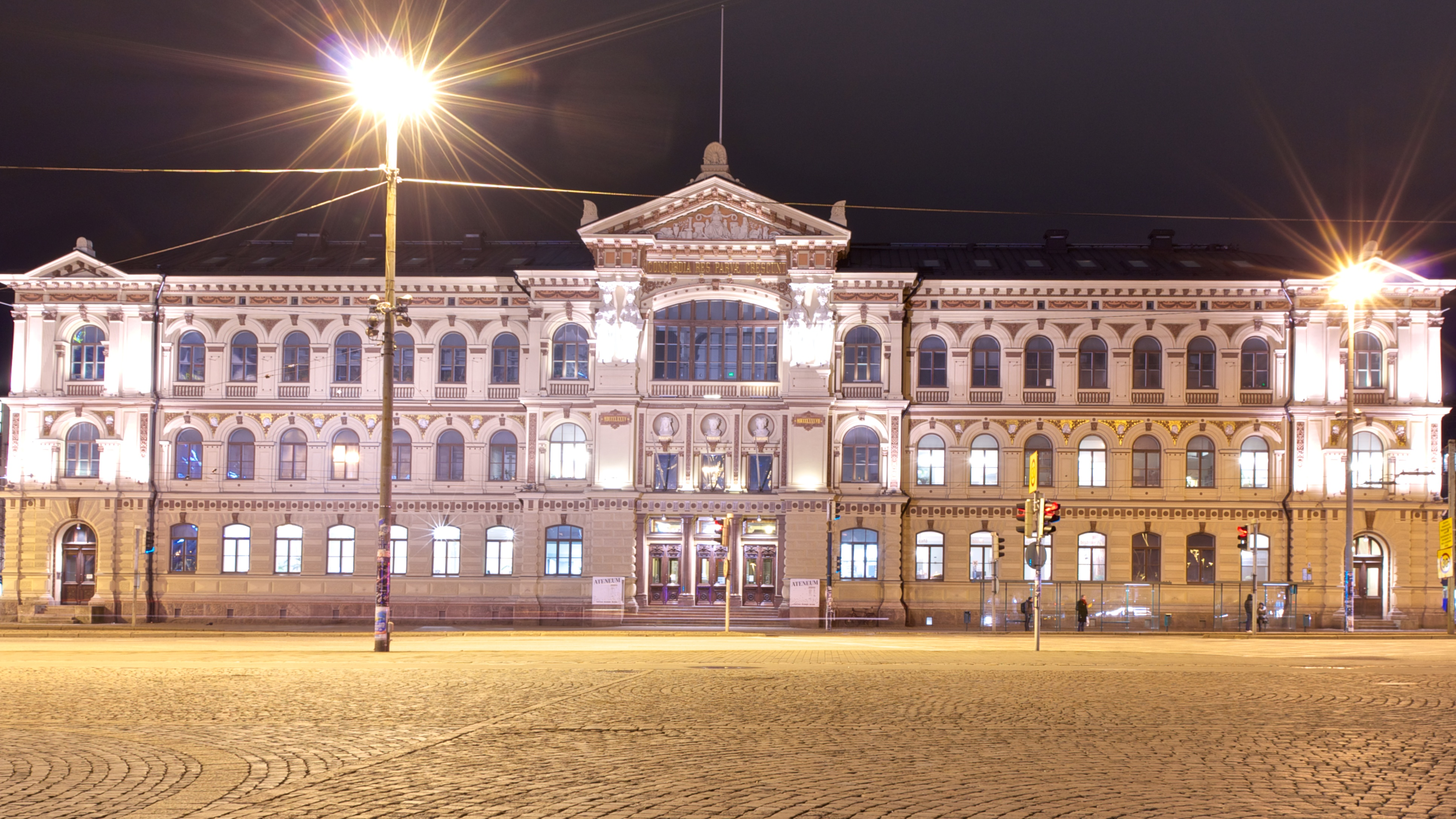
Musée d'art Ateneum